# Carlos Ponce Sanginés
Carlos Ponce Sanginés (La Paz, Bolivia; 6 de mayo de 1925 - La Paz, Bolivia; 18 de marzo de 2005) fue un destacado arqueólogo y restaurador boliviano que dedicó gran parte de su vida al estudio de Tiahuanaco.

## Vida y Logros

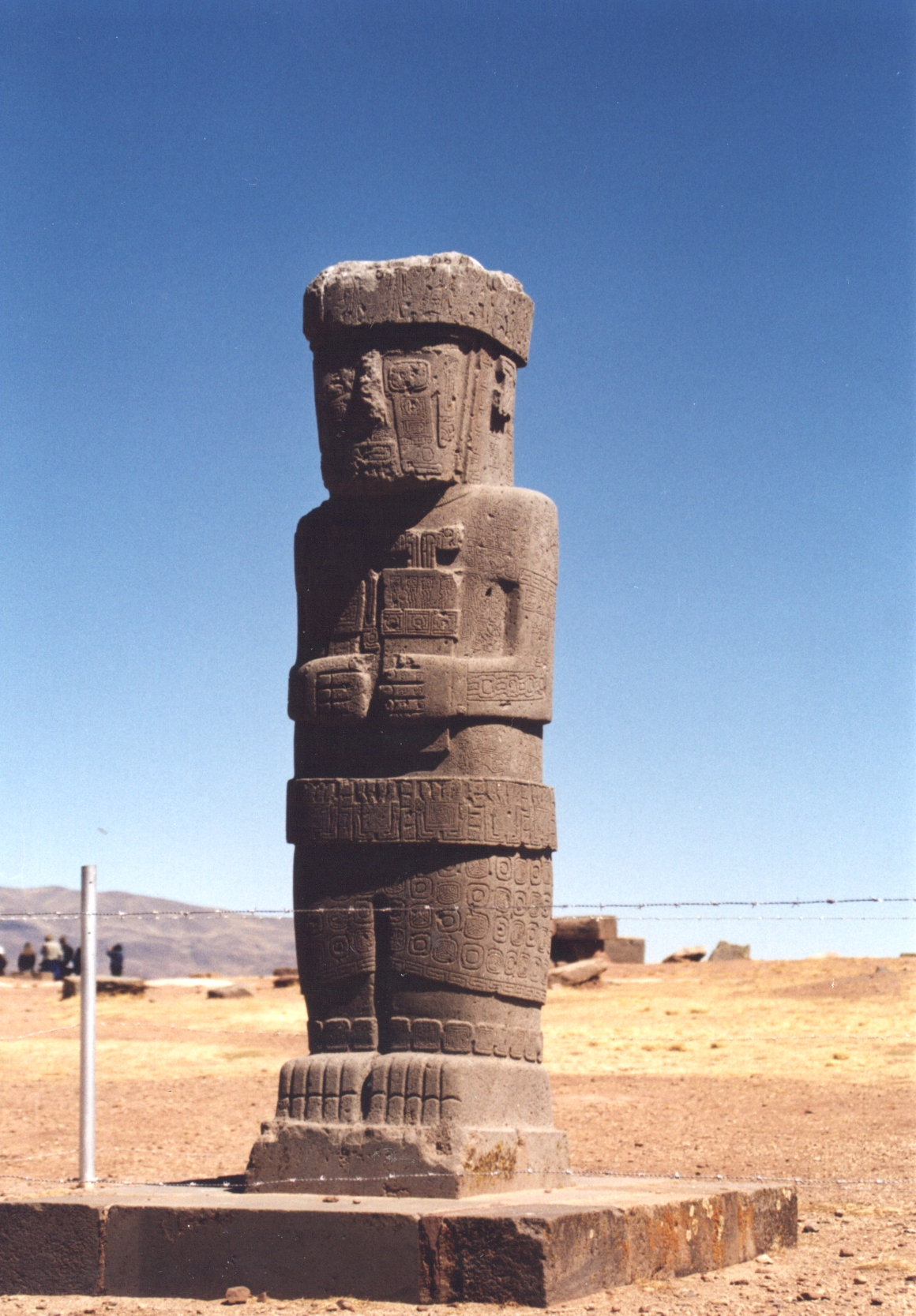
Monolito Ponce en el conjunto monumental de Tiwanaku, denominado así en honor a su descubridor el arqueólogo Carlos Ponce Sanginés.

Ponce Sanginés nació en la ciudad de La Paz en mayo de 1925 y se graduó de la Carrera de Arqueología en la Universidad Mayor San Andrés de esa ciudad, antes de especializarse en la Universidad de Córdoba, Argentina. 
Creó en 1958 el "Centro de investigaciones arqueológicas Tiwanaku" en Bolivia, siendo uno de los primeros bolivianos en estudiar el sitio arqueológico.
Fue impulsor del Museo Nacional de Arqueología el 31 de enero de 1960, que hasta entonces había tenido la condición que un museo multidisciplinario, luego de un estudio realizado por Ponce Sanginés que realizó como Director del Centro de investigaciones Arqueológicas en Tiwanacu, estando a cargo en ese entonces de la dirección del Museo el Arq. Gregorio Cordero Miranda.
Ponce Sanginés fue Ministro de Asuntos Campesinos en 1964, el mismo año en el que en Tiwanaku, con la colaboración de su esposa, Julia Elena Fortún, descubrieron una de las estelas mejor conservadas de esa cultura, a la que luego se le conoció como "Monolito Ponce" en su honor.
Restauró el templo de Kalasasaya e inició las excavaciones en el sitio de la Pirámide de Akapana.
En 1975 funda el Instituto Nacional de Arqueología de Bolivia.
Consiguió la declaratoria de las ruinas de Iskanwaya como monumento nacional de Bolivia.
Publicó más de cincuenta libros durante su vida y fue condecorado con el Premio Cóndor de Los Andes poco antes de morir (2005), también recibió el Premio Nacional de Cultura (1977), el Premio Pergamino al Mérito de la Alcaldía de Tiawanaku (1989), el Premio Puma de Oro (1986), la Medalla de la Orden de Oro (1978), la Medalla del Hijo Predilecto de Samaipata (1974) y la Medalla de Pedro Domingo Murillo (1971).

## Publicaciones
Ponce Sanginés tiene publicadas más de cincuenta obras, entre las que se puede destacar:
- Cerámica tiwanakota (1948).
- Arqueología boliviana (1957).
- La Cerámica de Mollo y la Escultura de una Piedra Chiripa (1963).
- Descripción Sumaria del Templete Semisubterráneo de Tiwanaku (1964)
- Tunupa y Ekako (1969).
- Catalogación del patrimonio arqueológico de Bolivia (1974).
- Tiwanaku: espacio, tiempo y cultura (1976).
- Tiwanaku: 200 años de investigaciones arqueológicas (1999).